# Diables Rouges de Briançon
Diables Rouges de Briançon je francoski hokejski klub, ustanovljen leta 1934, ki igra v francoski prvi ligi. Domače tekme igrajo v Briançonu, departma Hautes-Alpes. Domača dvorana kluba je Patinoire René Froger s kapaciteto za 2300 gledalcev. Briançonu se je trikrat uspelo uvrstiti v finale končnice za naslov francoskega prvaka, v letih 1988, 2008 in 2009. Leta 2010 so osvojili francoski pokal, v letih 2005 in 2006 so se uvrstili v finale, leta 2012 so osvojili francoski ligaški pokal, v letih 2008, 2009 in 2011 pa so se uvrstili v finale. Slovenski reprezentant Edo Terglav je bil med letoma 2006 in 2012 kapetan kluba, od sezone 2012/13 pa je pomočnik glavnega trenerja Marc-Andréja Berniera.

## Upokojene številke
- 9 - Edo Terglav (18. novembra 2012)
- 15 - Richard Bermond